# Коссар Володимир
Володимир Коссар (23 листопада 1890, с. Русилів, Буський район, Львівська область — 11 травня 1970, м. Сент-Кетерінс, Канада) — український військовий та громадський діяч, командант 5-ї Сокальської Бригади УГА, член УВО і Сенату ОУН.

## Життєпис

### Походження
Володимир Коссар народився 23 листопада 1890 у селі Русилові (тепер Буського району Львівської області) у сім'ї учителя.
Протягом 1902—1909 років навчався у реальній гімназії у Львові. Опісля поступив до Хліборобської академії в Дублянах, яку закінчив у 1912.

### В Австрійській армії
У 1912—1913 роках Володимир Коссар відвідував австрійську військову старшинську школу. Служив у Празькому піхотному полку на російському та італійському фронтах після вибуху Першої світової війни. Після двох поранень та контузії був звільнений від польової фронтової служби, працював управителем сільськогосподарського господарства в Каринтії. Згодом отримав призначення на подібне господарство в Галичині.

### На службі в УГА
З проголошенням Західноукраїнської Народної Республіки 1 листопада 1918 вступив до Української Галицької Армії. Брав участь у боях під Дублянами, згодом на Сокальському фронті: призначений командиром 5-ї Сокальської бригади УГА з якою воював до кінця війни.

### На еміграції в Чехословаччині
Після інтернування Володимир Коссар перебуває в таборі в Підволочиську, звідки перейшов до Чехословаччини. Перебував у таборах Німецьке Яблонне та Ліберець, з якого звільнився 18 березня 1921. Працював у Міністерстві Землеробства, яке його скерувало до Ужгороду в Закарпатській Україні. Тут працював у відділі господарської освіти та одночасно — професором в учительській семінарії в Ужгороді, директором якої був о. д-р Августин Волошин.
В Ужгороді у 1923 здобув диплом інженера господарських шкіл: підготовляє літературу на агрономічні теми для карпатських українців. Чеська влада, намагаючись створити з Карпатської України свою колонію, забороняє йому працювати в Закарпатті, зобов'язуючи його переїхати до Праги.

### На еміграції в Канаді
З кінцем місяця квітня 1927 переїхав до Канади з дружиною Франкою Якш, яка також опинилася в Закарпатській Україні внаслідок переслідування з боку польської поліції як «політично небезпечна».
Працював перші 2 роки робітником на фермі біля міста Саскатун, згодом провадив власну ферму. Одержав ступінь магістра економіки в 1935 — і між роками 1935—1942 працював агрономом-дослідником Саскачеванського університету.

#### Участь у громадсько-політичному житті
Брав активну участь в українському громадському житті: стає одним із членів-засновників Української Стрілецької Громади, Видавництва «Новий шлях» та Українського національного об'єднання.

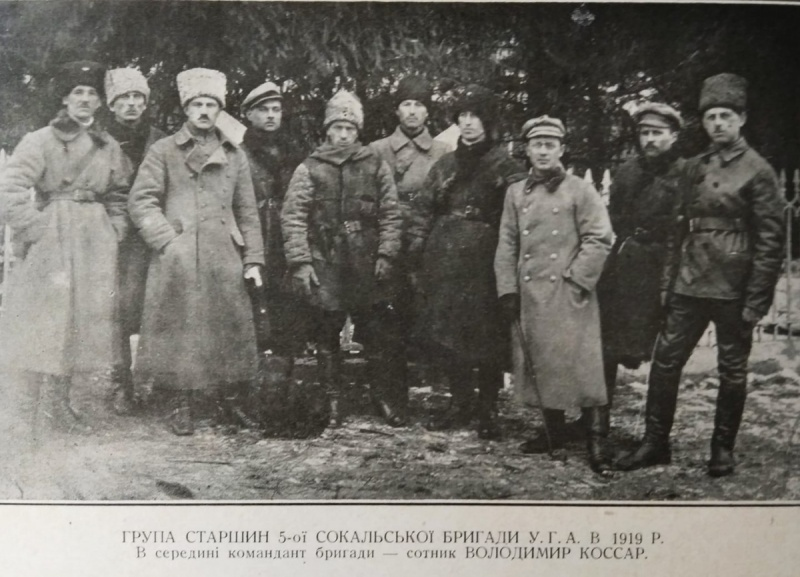
Штаб 5-ї Сокальської бригади УГА, в центрі комбриг Володимир Коссар, 1919.

З 1937 до 1954 голова Крайової Екзекутиви УНО Канади. Під його керівництвом Українське національне об'єднання зазнало найбільшого розквіту й нараховувало близько трьох десяток філій та широку мережу союзних організацій (Українська Стрілецька Громада, Організація Українок Канади, Молоді Українські Націоналісти та Український Одноцентовий Фонд). Був одним із засновників Фонду Допомоги Українцям Канади, Осередку Української Культури і Освіти та інших. З 1954 року дописує в газети «Новий Шлях» на тему агрокультури.
Володимир Коссар — один з ініціаторів створення Комітету Українців Канади (КУК), який понині діє як центральне репрезентативне й координаційне тіло українців Канади під назвою Конґрес Українців Канади.